# Vaumoise
Vaumoise ist eine französische Gemeinde mit 1.000 Einwohnern (Stand: 1. Januar 2022) im Département Oise in der Region Hauts-de-France. Sie gehört zum Arrondissement Senlis und zum Kanton Crépy-en-Valois.

## Geographie
Vaumoise liegt etwa 38 Kilometer ostnordöstlich von Senlis und etwa 33 Kilometer südsüdöstlich von Compiègne. Umgeben wird Vaumoise von den Nachbargemeinden Russy-Bémont im Norden und Westen, Vez im Norden und Osten, Vauciennes im Osten und Südosten, Coyolles im Süden sowie Gondreville im Südwesten.

## Einwohner
| 1962                      | 1968 | 1975 | 1982 | 1990 | 1999 | 2006 | 2013 |
| ------------------------- | ---- | ---- | ---- | ---- | ---- | ---- | ---- |
| 772                       | 696  | 627  | 745  | 740  | 816  | 841  | 953  |
| Quelle: Cassini und INSEE |      |      |      |      |      |      |      |

## Sehenswürdigkeiten
- Kirche Saint-Pierre (siehe auch: Liste der Monuments historiques in Vaumoise)

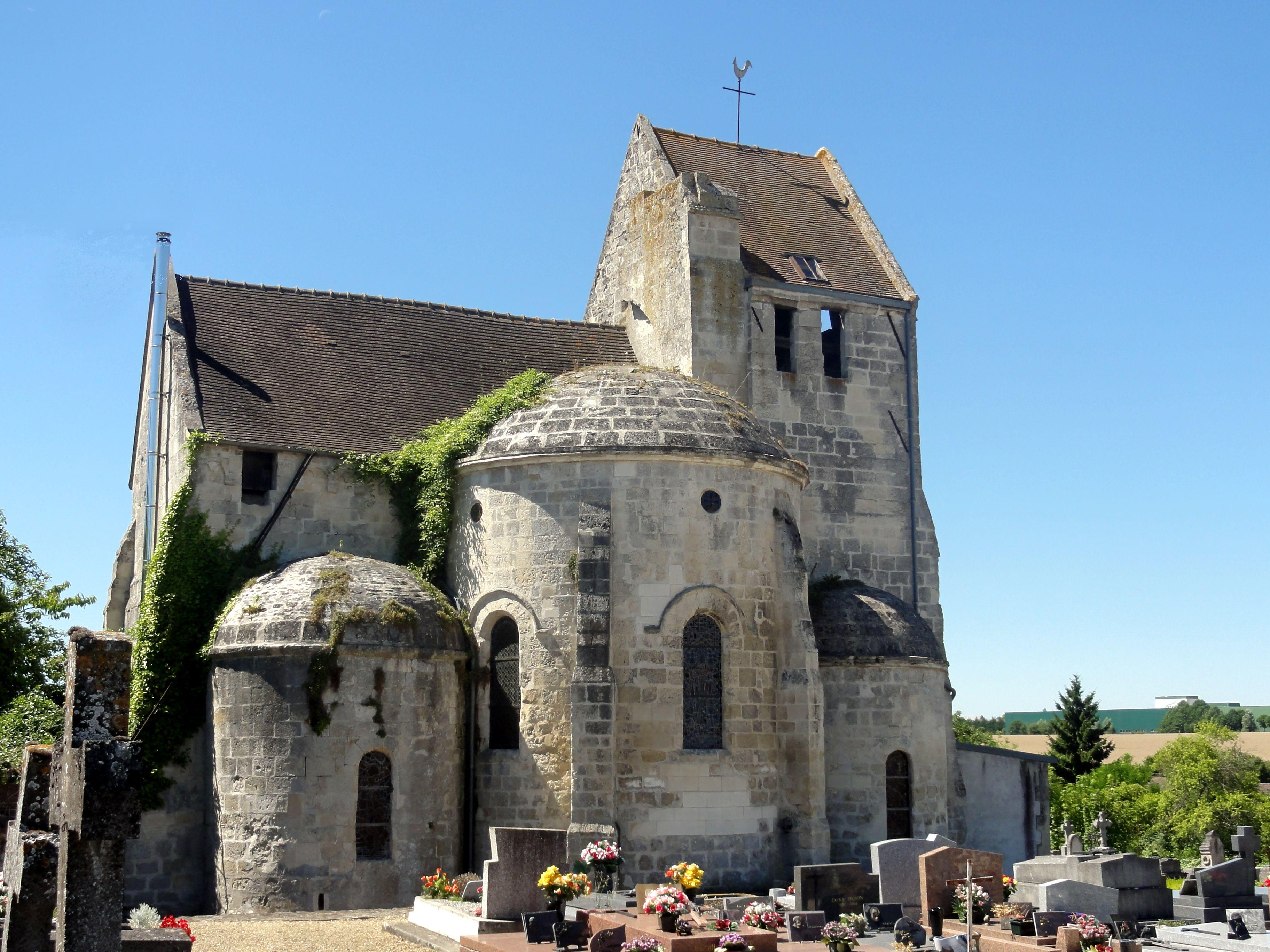
Kirche Saint-Pierre